# Tony Parkes
Anthony Parkes, più conosciuto con il diminutivo Tony Parkes (Sheffield, 5 maggio 1949) è un ex calciatore e allenatore di calcio inglese, di ruolo centrocampista.

## Carriera

### Giocatore
Dopo aver trascorso la stagione 1969-1970 nei semiprofessionisti del Buxton, nella stagione 1970-1971 all'età di 21 anni esordisce tra i professionisti con la maglia del Blackburn, club della seconda divisione inglese, che al termine della stagione retrocede in terza divisione; Parkes gioca quindi in questa categoria per complessive 4 stagioni consecutive, fino alla vittoria della Third Division 1974-1975: trascorre quindi le successive 4 stagioni nuovamente in seconda divisione, mentre nella stagione 1979-1980 conquista una nuova promozione dalla terza alla seconda divisione, a seguito della retrocessione dell'anno precedente. Si ritira dall'attività agonistica al termine della stagione 1981-1982, dopo ulteriori 2 stagioni trascorse in seconda divisione con la maglia dei Rovers, con cui nel campionato 1980-1981 sfiora tra l'altro anche una promozione in prima divisione (chiude infatti il campionato a pari punti con lo Swansea City terzo classificato e promosso).
In 12 stagioni ha totalizzato complessivamente 350 presenze e 38 reti in partite di campionato con la maglia del Blackburn, tutte tra la seconda e la terza divisione inglese (ha in particolare trascorso 7 stagioni in seconda divisione e 5 stagioni in terza divisione).

### Allenatore
Dopo il ritiro, viene immediatamente ingaggiato dall'allenatore Bobby Saxton come suo vice al Blackburn, ruolo che ricopre fino all'esonero di quest'ultimo nel dicembre del 1986, quando diventa allenatore ad interim fino all'assunzione del nuovo tecnico Don Mackay, nel febbraio del 1987. Continua poi a lavorare come vice anche con Mackay e con il suo successore Kenny Dalglish, ricoprendo di nuovo il ruolo di allenatore ad interim dal settembre all'ottobre del 1991 nel periodo di transizione tra questi 2 allenatori. Nell'ottobre del 1996, all'esonero di Roy Harford (il successore di Dalglish), a Parkes viene data la possibilità di allenare in modo stabile la squadra, che nel frattempo era da anni in prima divisione (a partire dalla stagione 1992-1993, vincendo peraltro il campionato 1994-1995 dopo il secondo posto in classifica dell'anno precedente).
Nelle 28 partite in cui resta in carica come allenatore del Blackburn, tra il 25 ottobre 1996 e il 1º giugno 1997 (ovvero il termine della stagione 1996-1997), Parkes conquista complessivamente 9 vittorie, 11 pareggi ed 8 sconfitte in 28 partite di campionato (per complessivi 38 punti, su 42 totali conquistati dal club in 38 partite), oltre ad una vittoria ed una sconfitta in FA Cup. Il campionato si conclude con un discreto tredicesimo posto in classifica, che pur valendo una tranquilla salvezza è il peggior piazzamento conseguito dai Rovers dal ritorno in prima divisione (il peggior risultato dei 4 anni precedenti era infatti stato il sesto posto della stagione 1995-1996). Per questo motivo, a fine stagione Parkes torna, nonostante un discreto rendimento (con la media punti tenuta nelle sue 28 partite i Rovers avrebbero infatti potuto conquistare una qualificazione alla Coppa UEFA), torna a fare il vice, questa volta con il neoallenatore Roy Hodgson: all'esonero di quest'ultimo, Parkes torna a lavorare come allenatore ad interim, e tra il 21 novembre ed il 4 dicembre 1998 siede sulla panchina del Blackburn per 2 partite (la sconfitta per 2-0 sul campo del Liverpool del 29 novembre 1998 e la sconfitta per 1-0 nei quarti di finale di Coppa di Lega del 2 dicembre 1998 sul campo del Leicester City). All'arrivo nel club di Brian Kidd torna comunque a fare il vice, salvo poi diventare nuovamente allenatore ad interim all'esonero di quest'ultimo, avvenuto dopo alcuni risultati negativi all'inizio della stagione 1999-2000, peraltro disputata in seconda divisione dopo la retrocessione dell'anno precedente: questa volta la parentesi ad interim si protrae per diversi mesi, dal 3 novembre 1999 al 4 marzo 2000, con un bilancio totale di 11 vittorie, 8 pareggi e 7 sconfitte in 26 partite allenate. Questi risultati (e quelli ottenuti da Graeme Souness negli ultimi mesi di stagione) non sono comunque sufficienti a conquistare la promozione in massima serie, che peraltro arriva comunque al termine della stagione 1999-2000, dopo 2 campionati in seconda divisione: Parkes è vice di Souness sia in questa stagione che per il resto della sua permanenza nel club, che si protrae fino al 5 settembre 2004 (e che è caratterizzata dalla vittoria della Coppa di Lega nella stagione 2001-2002 e da un sesto posto in classifica in campionato nella stagione successiva). All'esonero di Souness Parkes torna per l'ennesima volta (la sesta in totale, quinta delle quali ad interim) ad allenare i Rovers: questa parentesi da allenatore è anche la più breve, dal momento che dura solamente dal 6 al 15 settembre 2004, con un'unica partita allenata (peraltro persa). Nel novembre del 2004, trascorsi altri 2 mesi come vice, dopo complessivi 34 anni trascorsi al Blackburn (12 da giocatore e 22 da vice e allenatore), Parkes viene licenziato dal club, in quanto il neoallenatore Mark Hughes portò nel club il suo staff.
Nel novembre del 2005 dopo circa un anno di inattività va a lavorare come vice di Simon Grayson al Blackpool, club di terza divisione, con cui al termine della stagione 2006-2007 conquista una promozione in seconda divisione. Il 23 dicembre 2008, al licenziamento di Grayson, Parkes viene promosso come allenatore ad interim del club. Ricopre questo ruolo fino al 30 giugno 2009 (ovvero fino al termine della stagione): subisce una sconfitta contro il Torquay Utd nel terzo turno di FA Cup e, in 22 partite del campionato di seconda divisione, conquista complessivamente 27 punti (grazie a 6 vittorie, 9 pareggi ed 8 sconfitte).
Nelle stagioni 2014-2015 e 2016-2017 lavora nuovamente come vice al Blackpool, rispettivamente in seconda ed in quarta divisione.
Nella sua carriera da allenatore, comprese anche le parentesi ad interim, ha allenato per complessive 82 partite, con un bilancio di 27 vittorie, 28 pareggi e 27 sconfitte (tra tutte le competizioni ufficiali).

## Palmarès

### Giocatore

#### Competizioni nazionali
- Third Division: 1

Blackburn: 1974-1975